# Ostrówek (Węgrów)
Pour les articles homonymes, voir Ostrówek.
Ostrówek (prononciation : [ɔsˈtruvɛk]) est un village de polonais, situé dans la gmina de Łochów de la Powiat de Węgrów et dans la voïvodie de Mazovie dans le centre-est de la Pologne.
Il se situe à environ 5 kilomètres au nord-est de Łochów, 24 kilomètres au nord-ouest de Węgrów et à 64 kilomètres au nord-est de Varsovie.
Le village a une population d'environ 1 700 habitants en 2006.